# Вибух у Могадішо (січень 2017)
Терористичний акт в Могадішо (Сомалі) стався 2 січня 2017 року. Терорист-смертник підірвав начинений вибухівкою автомобіль на одному з контрольно-пропускних пунктів поруч з аеропортом, слідом за цим почалася стрілянина. Загинуло щонайменше сім осіб і поранено 17 чоловік.
«Вона вибухнула приблизно в 200 метрах від воріт. Громадські будинки були пошкоджені», — сказав співробітник місцевої поліції Мохамед Ахмед.
Відповідальність за вибух взяла на себе терористична організація «Аш-Шабаб», заборонена в багатьох країнах світу за рішенням Ради Безпеки ООН.